# Pyrgoniscus cinctutus
Pyrgoniscus cinctutus är en kräftdjursart som beskrevs av John Robert Kinahan 1859. Pyrgoniscus cinctutus ingår i släktet Pyrgoniscus och familjen Armadillidae. Inga underarter finns listade i Catalogue of Life.